# Erving (Massachusetts)
Erving – miasto w Stanach Zjednoczonych, w stanie Massachusetts, w hrabstwie Franklin.